# Otto Meyer (Historiker)
Otto Meyer (* 21. September 1906 in München; † 11. Januar 2000 in Hösbach) war ein deutscher Historiker und Hochschullehrer, der an den Universitäten Bamberg und Würzburg lehrte. Schwerpunkte seiner Forschungen waren die Mittelalterliche Geschichte und Landesgeschichte des fränkischen und thüringischen Raums.

## Leben und Karriere
Meyer studierte Geschichte, Germanistik und mittellateinische Philologie an der Friedrich-Wilhelms-Universität Berlin, an der er bei Albert Brackmann promoviert wurde. Er war von 1930 bis 1934 Assistent an der Universität bei Ulrich Stutz. 1935 wurde ihm der Lehrauftrag in Berlin aus politischen Gründen aberkannt. 1939 und 1940 war er Mitarbeiter von Paul Fridolin Kehr. Seine Habilitation erfolgte 1941 an der Universität Marburg. Er amtierte von 1945 bis 1949 als von der amerikanischen Militärverwaltung eingesetzter Kommissarischer Geschäftsführer der Monumenta Germaniae Historica, deren Bibliothek damals in Pommersfelden (im Schloss Pommersfelden über Bamberg) untergebracht war. Als die Entscheidung für eine Verlegung der Bibliothek nach München fiel, musste er ausscheiden. Er erhielt Lehraufträge für mittelalterliche Geschichte an der Phil. Theol. Hochschule Bamberg 1947 und als Dozent für Mittelalterliche Geschichte mit besonderer Berücksichtigung der historischen Hilfswissenschaften und mittellateinischen Philologie an der Universität Würzburg. 1962 wurde Otto Meyer als Nachfolger von Karl Bosl auf den Würzburger Lehrstuhl für mittlere Geschichte, Landesgeschichte und historische Hilfswissenschaften berufen, den er zuvor zwei Jahre vertreten hatte. Auch nach seiner Emeritierung hielt er regelmäßig Lehrveranstaltungen zu landesgeschichtlichen und bibliothekskundlichen Themen. Für den Aufbau des Faches Buchwissenschaft an der Universität Erlangen wurde er als Berater herangezogen.
Von 1952 bis 1960 war er Erster Vorsitzender des Historischen Vereins für Bamberg, später wurde er Ehrenvorsitzender. Außerdem war er Mitglied der Freunde Mainfränkischer Kunst und Geschichte e. V. in Würzburg, deren Ehrenmitglied er 1975 wurde. Am 22. Juli 1960 wurde Otto Meyer von der KDStV Gothia Würzburg im CV als Ehrenmitglied aufgenommen. Außerdem gehörte er der 1960 gestifteten und heute nur noch als Altherrenverband existierenden KStV Julius Echter im KV als Ehrenmitglied an. Er war seit 1934 außerordentliches Mitglied der Bayerischen Benediktinerakademie und Träger des Päpstlichen Gregoriusordens. Am 25. Januar 1993 wurde ihm die Ehrendoktorwürde der Philosophischen Fakultät der Universität Erlangen-Nürnberg verliehen.
Zu Meyers Schülern gehören unter anderem Alfred Wendehorst, Klaus Arnold, Jürgen Petersohn, Ernst-Günter Krenig, Gerd Zimmermann, Peter Johanek, Hans-Detlef Oppel, Werner E. Gerabek, Harald Parigger, Hans-Martin Weikmann, Stefan Krimm, Dieter Weber, Karl Südekum, Karin Dengler-Schreiber, Roman Fischer, Barbara Scholkmann und Matthias Thumser.
Im Jahr 1995 heiratete Meyer die Hochschullehrerin Elisabeth Roth. Nach ihm und seiner Frau ist die Otto Meyer und Elisabeth Roth Stiftung benannt. Jährlich wird der Otto-Meyer-und-Elisabeth-Roth-Preis für herausragende Promotionen über Themen des ländlichen Raumes in Franken vergeben.

## Schriften (Auswahl)
- Weinkultur in Franken. Der Wein in Geschichte, Alltag und Religiosität. Böhler, Würzburg 2000.
- Varia Franconiae Historica. Aufsätze – Studien – Vorträge zur Geschichte Frankens. 1. und 2. Band, Freunde Mainfränkischer Kunst und Geschichte, Würzburg 1981, 3. Band, Freunde Mainfränkischer Kunst und Geschichte, Würzburg 1986.
- als Hrsg. mit Renate Klauser: Clavis medievalis. Kleines Wörterbuch der Mittelalterforschung. Wiesbaden 1962, 1966.[7]
- Bamberg und das Buch. 2., durch bibliographische Hinweise ergänzte Auflage, Staatliche Bibliothek, Bamberg 1966.